# 142 (عدد)
142 عدد صحيح. طبيعي بين 141 و143

## في الرياضيات
- 142 عدد زوجي
- 142 عدد شبه أولي لأن 142 = 2×71
- 142 لديه كتابة وحيدة في صيغة مجموع 3 مربعات كاملة: 142 = 5²+6²+9²
- 142 هو عدد طرق قسمة العدد 25 إلى جزئين صحيحين أو أكثر
- 142 قاسم ل{\displaystyle 5^{5}-1}
- 142 عدد سعيد
- 142 عدد مضلعي يمثل مضلعا ذا 25 ضلع أو مضلعا ذا 142 ضلع